# Gottfried Böhm

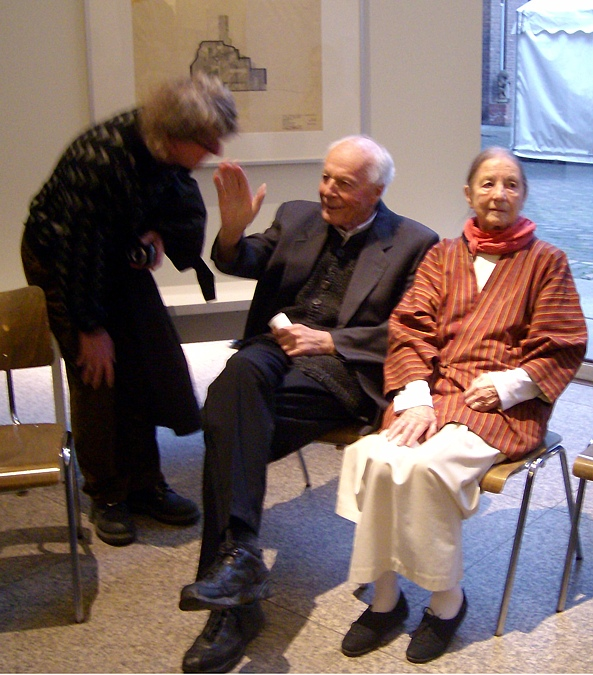
Gottfried Böhm

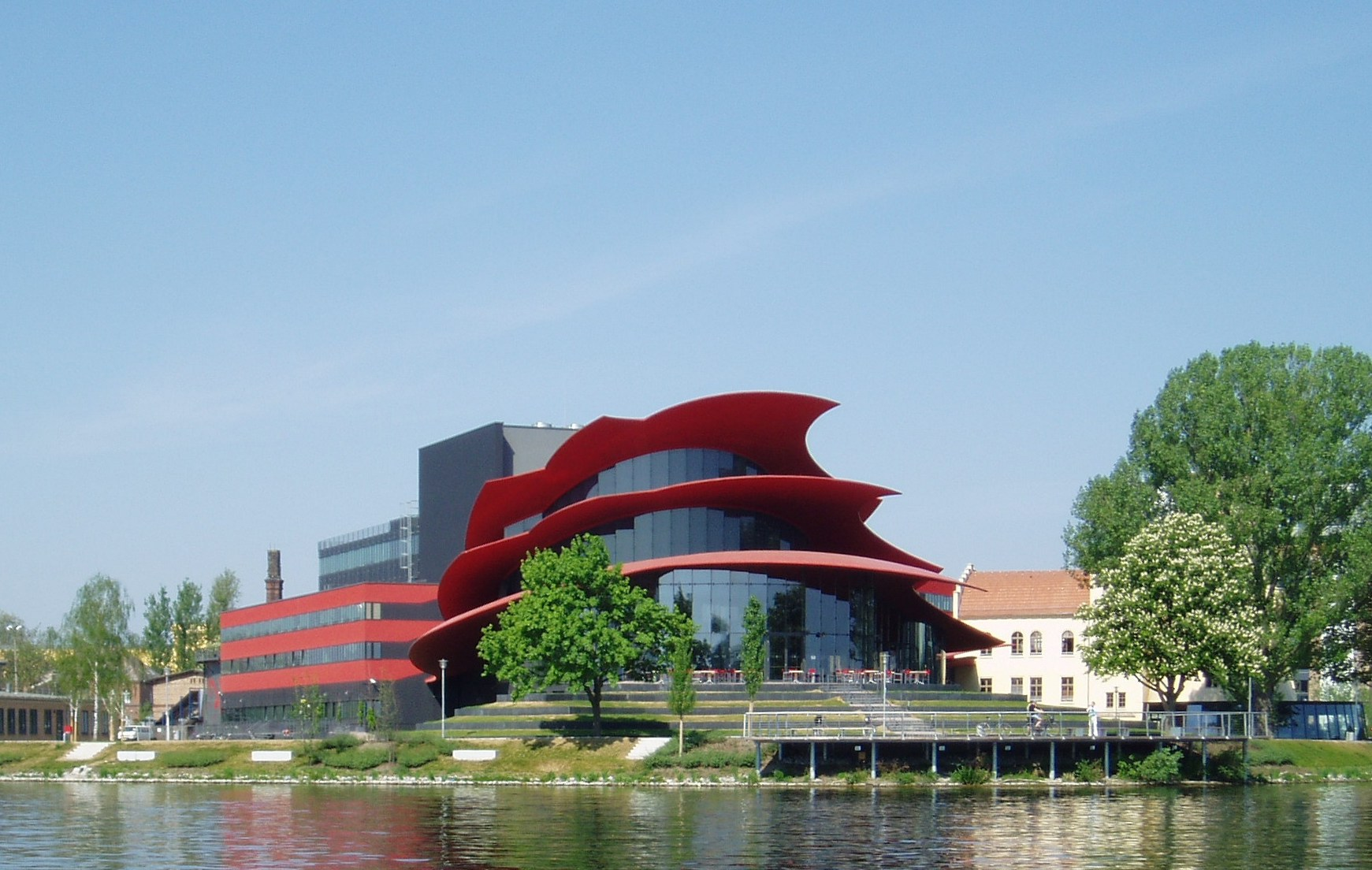
Hans Otto Theater i Potsdam, Gottfried Böhm, 2004/06

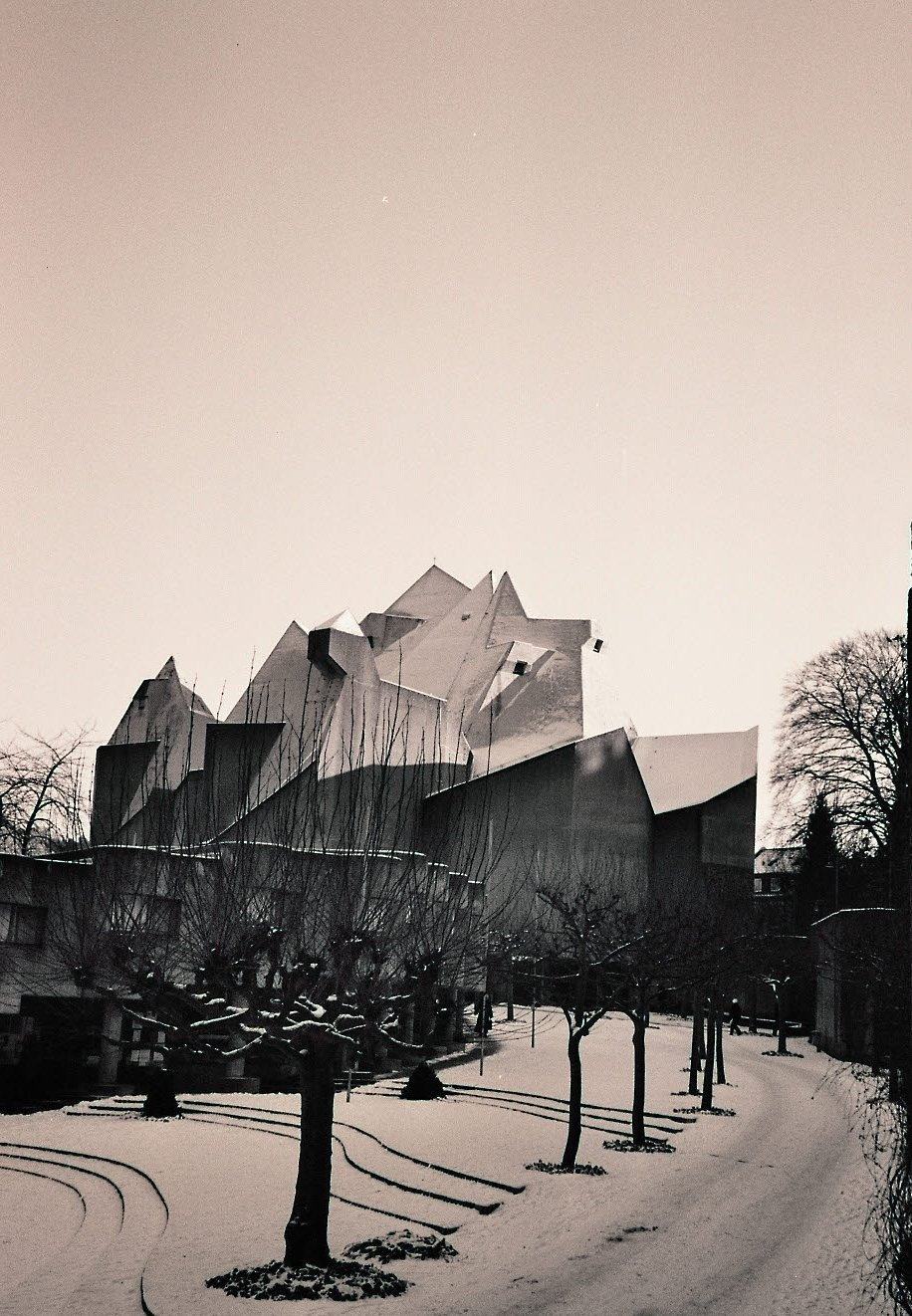
Maria, Königin des Friedens, Neviges, 1968.

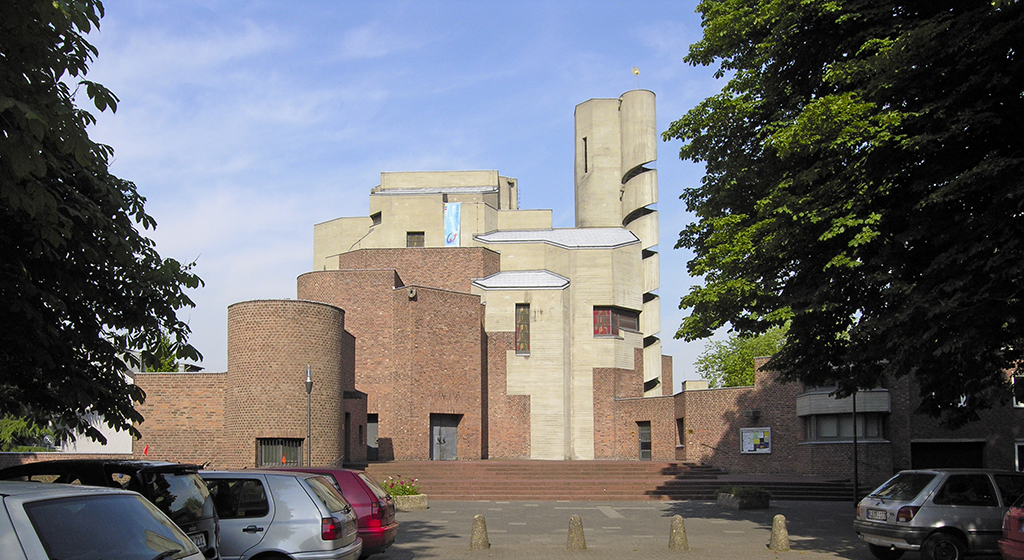
Christi Auferstehung-kyrkan i Köln-Lindenthal, 1968.

Gottfried Böhm, född 23 januari 1920 i Offenbach am Main i Hessen, död 9 juni 2021 i Köln i Nordrhein-Westfalen, var en tysk arkitekt.

## Biografi
Gottfried Böhm föddes i Offenbach i Hessen som son till arkitekten Dominikus Böhm (1880-1955). Fadern är känd för att ha ritat många katolska kyrkor runt om i Tyskland. Efter studentexamen i Köln var han i armén 1938-42. Efter studier från 1942 vid Tekniska Universitet i München med ingenjörsexamen 1946 studerade han under ett år skulptur på Akademie der Bildenden Künste München för Josef Henselmann 1947.  Från 1947 arbetade han med sin far i hans 1921 etablerade arkitektkontor i Köln till faderns död 1955. Under 1951 arbetade han under sex månaders tid på Cajetan Baumanns arkitektkontor. I USA sammanträffade han med Mies van der Rohe och Walter Gropius, vilka bägge var inspirationskällor för honom. Gottfried Böhm har ritat ett stort antal kyrkor, vilka ofta fått en egensinnig personlig och expressionistisk stil; en av de mest uppmärksammade är Mariavallfartskyrkan i stadsdelen Neviges i Velbert.
Böhms senast uppförda byggnadsverk är Hans Otto Theater i Potsdam, färdigställd 2006 och belägen intill Tiefer See i floden Havel, samt moskén i stadsdelen Ehrenfeld i Köln, invigd 2018.

## Privatliv och familj
Han gifte sig 1948 med ingenjören och arkitekten Elisabeth Haggenmueller och har fyra barn, av vilka tre blivit arkitekter. Sönerna Paul, Peter och Stefan drev från 2001 den Böhmska arkitektbyrån tillsammans med fadern Gottried Böhm.

## Utmärkelser och ärebetygelser
Gottfried Böhm erhöll Pritzkerpriset 1986. 2010 kom den tidigare Sankta Ursulakyrkan i Hürth-Kalscheuren, som är ett av Böhms tidiga verk, att efter kyrkobyggnadens sekularisering och omvandling i ett bostadsprojekt att uppkallas efter Böhm. Till Böhms 100-årsdag 2020 hölls en särskild mässa av kardinal Rainer Maria Woelki i det av Böhm ritade Mariakapellet "Madonna in den Trümmern" i Köln.